# Groupe Wallabi
Le groupe Wallabi est le groupe d'îles le plus au nord de l'archipel Houtman Abrolhos, à l'ouest de l'Australie.
Il s'étend sur une zone de 17 km de long sur 10 km de large, et se trouve à environ 58 km de la côte de l'Australie. Il s'agit du récif de corail le plus au sud de l'Océan indien.
Le navire hollandais Batavia y a fait naufrage en 1629,.
C'est une zone importante pour la reproduction des oiseaux.